# (12252) Gwangju
(12252) Gwangju est un astéroïde de la ceinture principale.

## Description
(12252) Gwangju est un astéroïde de la ceinture principale. Il fut découvert le 8 novembre 1988 à Ayashi par Masahiro Koishikawa. Il présente une orbite caractérisée par un demi-grand axe de 3,12 UA, une excentricité de 0,23 et une inclinaison de 12,3° par rapport à l'écliptique.

## Compléments